# Землянка (Конотопський район)
Землянка — село в Україні, у Дубов'язівській селищній громаді Конотопського району Сумської області. До 2020 року адміністративний центр Землянської сільської ради.

## Географія
Село Землянка розташоване за 120 км від обласного центру та 30 км від районного центру, на одному з витоків річки Кросна, нижче за течією примикає село Грузьке. На річці є декілька загат. Поруч пролягає автошлях територіального значення Т 1910.

## Населення

### Мова
Розподіл населення за рідною мовою за даними перепису 2001 року:
| Мова       | Кількість | Відсоток |
| ---------- | --------- | -------- |
| українська | 582       | 97.32%   |
| російська  | 16        | 2.68%    |
| Усього     | 598       | 100%     |

## Історія
Село, за переказами, виникло приблизно в середині XVII століття (перша згадка — з 1778 року). Достовірних історичних документів про час його виникнення та походження назви не існує.
Першими поселенцями були біженці з Правобережної України, які тікали від гніту польських поміщиків. Селилися на території села і біженці з сусідніх губерній Російської імперії. Його територія відносилася до так званої Слобідської України. У селі існує переказ, що першим поселенцем був Коршик. Ще й зараз Землянку іноді називають «Коршиків хутір».
За царювання Катерини II Землянка та декілька навколишніх сіл — Сафонове, Дич, Нечаївка, В'язове, Дуброва, Рокитне, Білоусівка, Тернівка, Ново-Леонтіївка, Попова Слобода, Грузьке, Олександрівка, Гвинтове, Дубинка — належали генералові царської армії Кирилу Черепу. Його маєток знаходився у селі Грузькому, а в Землянці — його сина Андрія, якого тут прозвали «рябий пан», гвардії поручик, холостяк.
У Землянці Андрій Череп мав селітровий, винокурний, цегельний і шкіряний заводи. Вся земля в селі — 2 тисячі гектарів — належала Черепу. Селяни мали городи по 0,5 десятини. Після реформи 1861 року селяни одержали 775 десятин землі, або в середньому по 1,5 десятини на кожну сім'ю. У селі на той час мешкало 517 сімей. Решта землі — 1525 десятин — залишилася в користуванні поміщика.
Станом на 1862 рік у власницькій слободі Путивльського повіту Курської губернії мешкало 1192 особи (590 чоловіків та 602 жінки), налічувалось 143 подвір'їв, існував селітровий завод.
Станом на 1880 рік у колишній власницькій слободі Гружчанської волості, мешкало 1386 осіб, налічувалось 210 дворових господарств, існувала лавка.
Звільнення селян від кріпацтва відбулося в таких же умовах, як і по всій країні. Викупні платежі зовсім розорили їх. І селяни після звільнення змушені були підробляти два дні на тиждень на панщині. Старожили розповідали, що в кінці XIX століття в селі проживали приблизно 350 сімей.
Примусова колективізація в селі розпочалася у 1929—1930 роках. Був створений перший колгосп «Червоний партизан», до якого ввійшли 150 господарств. 1931 року до колгоспу вступили майже всі сім'ї. В результаті цього було створено ще два колгоспи: імені МОДБРу (Міжнародна організація допомоги борцям революції). Колгоспи ці були дрібні, приблизно по 700 га землі, тому ж 1932 році землянські колгоспи були об'єднані в один.
Село зазнало геноциду українського народу, проведеного окупаційним урядом СРСР у 1923—1933 та 1946–1947 роках.
12 червня 2020 року, в ході децентралізації, Землянська сільська рада об'єднана з Дубов'язівською селищною громадою.

## Інфрастуктура
В селі діють: сільськогосподарське підприємство ТОВ АФ «Довіра», фельдшерський пункт, загальноосвітня школа І—III ст., сільський клуб та бібліотека, приватні крамниці та поштове відділення.

## Особистість
Уродженець села:
- Брисюк Микола Миколайович (1975—2016) — військовослужбовець Збройних сил України, учасник російсько-української війни.